# NGC 1831
NGC 1831 är en klotformig stjärnhop i Stora magellanska molnet i stjärnbilden Svärdfisken. Den upptäcktes år 1826 av James Dunlop.